# Magnicourt-sur-Canche
Magnicourt-sur-Canche är en kommun i departementet Pas-de-Calais i regionen Hauts-de-France i norra Frankrike. Kommunen ligger i kantonen Avesnes-le-Comte som tillhör arrondissementet Arras. År 2022 hade Magnicourt-sur-Canche 106 invånare.

## Befolkningsutveckling
Antalet invånare i kommunen Magnicourt-sur-Canche
| Referens: INSEE |